# Gerhard Fritsche

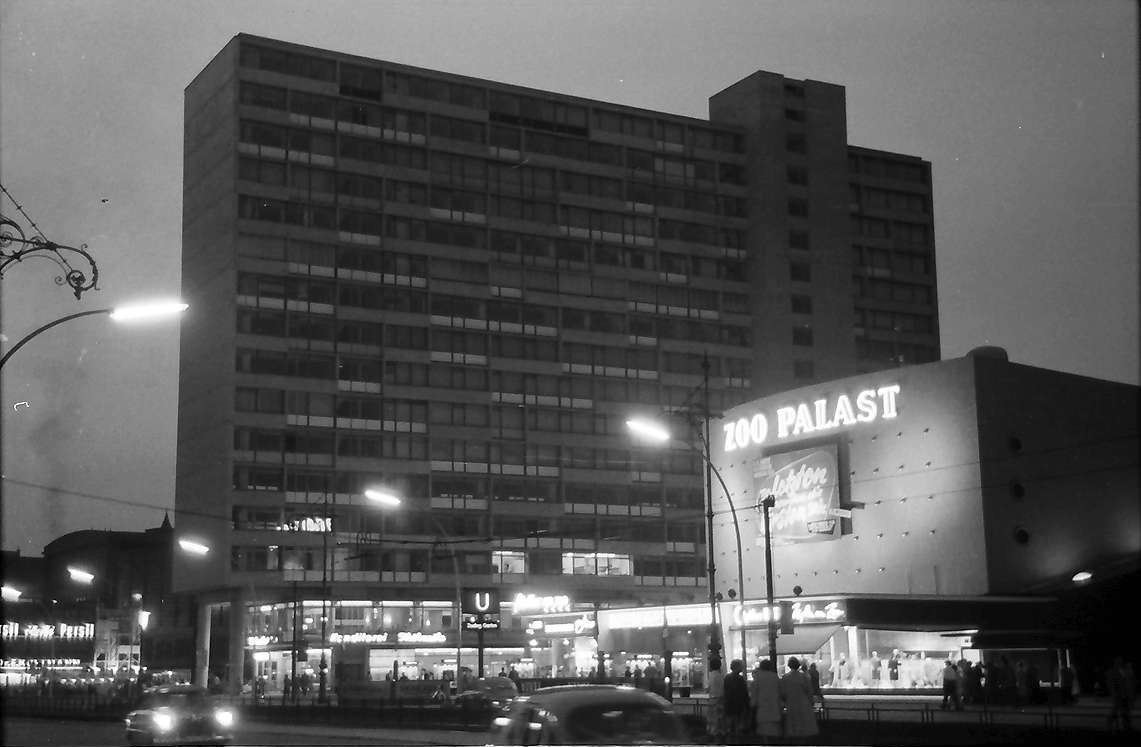
Zoo Palast mit DOB-Hochhaus 1957

Gerhard Fritsche (* 27. September 1916 in Berlin; † 4. November 1965 in Leverkusen) war ein deutscher Architekt, der besonders durch seine Kinobauten bekannt wurde.

## Leben
Fritsche wurde 1916 als Sohn des Baumeisters Max Fritsche geboren. Von 1936 bis 1938 studierte er Architektur und arbeitete anschließend von 1938 bis 1940 im Architekturbüro Rudolf Kühn. Von 1946 bis 1950 war er an Bauprojekten mit seinem Vater Max Fritsche beteiligt.
1950 eröffnete er sein erstes eigenes Architekturbüro in Berlin. Von 1951 bis 1961 war er an 17 Kinoprojekten und mehreren Geschäftsbauten beteiligt. 1961 zog er nach Düsseldorf und verstarb 1965 in Leverkusen. Im September/Oktober 2014 war ihm eine Ausstellung im Studentendorf Schlachtensee gewidmet.

## Werke
- 1947 Verlagshaus Langenscheidt, Schöneberg, Crellestraße 29–30, Entwurf
- 1949 Tanzbar „Petit Palais“ im Kino Alhambra, Charlottenburg, Kurfürstendamm 68, Umbau
- 1950 Rosenthal-Studio, Charlottenburg, Kurfürstendamm 226, Umbau
- 1951 Kino im Kindl, Charlottenburg, Kurfürstendamm 225, Umbau, Neugestaltung der Fassade[3]
- 1951 Sudhaus der Berliner Kindl-Brauerei, Neukölln, Werbellinstraße 50, Umbau mit Hans Claus und Richard Schepke
- 1952 Casino-Lichtspiele, Kreuzberg, Schlesische Straße 26, Neubau
- 1952 Lumina-Filmtheater, Zehlendorf, Breisgauer Straße 17, Umbau
- 1953 Marienbad-Lichtspiele, Gesundbrunnen, Badstraße 35–36, Umbau[4]
- 1954 Schering Werkstattgebäude, Wedding, Fennstraße 48–49
- 1954 Panorama I, Neukölln, Silbersteinstraße 92, Neubau
- 1954 Panorama II, Zehlendorf, Sundgauer Straße  83, Neubau
- 1955 Maxim-Lichtspieltheater, Moabit, Turmstraße 72/73, Neubau
- 1956 MGM-Theater, Charlottenburg, Kurfürstendamm 197, Neubau
- 1956 Villa Gahn, Dahlem, Starstraße 5, Wohnhaus des Schering-Vorstandes Adam Gahn, Neubau
- 1957 Zoo-Palast, Charlottenburg, Hardenbergstraße 29, Neubau mit zwei Sälen[5]
- 1957 Schering Mikrobiologie, Charlottenburg, Max-Dohm-Straße 8, Ausbau
- 1957 Capitol, Wilmersdorf, Kurfürstendamm 153, Umbau auf Breitwand (Cinemascope)
- 1959 Panorama III, Britz, Fritz-Reuter-Allee 184, Neubau[6]
- 1959 Park-Lichtspiele, Steglitz, Albrechtstraße 49, Umbau
- 1960 Marmorhaus, Charlottenburg, Kurfürstendamm 236, Umbau[7]